# Municipio de Union (condado de Putnam, Ohio)
El municipio de Union (en inglés: Union Township) es un municipio ubicado en el condado de Putnam en el estado estadounidense de Ohio. En el año 2010 tenía una población de 3052 habitantes y una densidad poblacional de 38,74 personas por km².

## Geografía
El municipio de Union se encuentra ubicado en las coordenadas 40°58′6″N 84°10′2″O / 40.96833, -84.16722. Según la Oficina del Censo de los Estados Unidos, el municipio tiene una superficie total de 78.79 km², de la cual 78.55 km² corresponden a tierra firme y (0.31%) 0.24 km² es agua.

## Demografía
Según el censo de 2010, había 3052 personas residiendo en el municipio de Union. La densidad de población era de 38,74 hab./km². De los 3052 habitantes, el municipio de Union estaba compuesto por el 98.95% blancos, el 0.1% eran afroamericanos, el 0.07% eran amerindios, el 0.07% eran asiáticos, el 0.03% eran isleños del Pacífico, el 0.56% eran de otras razas y el 0.23% pertenecían a dos o más razas. Del total de la población el 1.02% eran hispanos o latinos de cualquier raza.